# Дахана (Кулобський район)
Дахана́ (тадж. Даҳана) — село у складі Хатлонської області Таджикистану. Входить до складу Даханського джамоату Кулобського району.
Село розташоване на річці Сасикбулок.
Назва означає ущелина.
Населення — 1493 особи (2010; 1471 в 2009, 851 в 1978).
Національний склад станом на 2022 рік — таджики, узбеки, казахи, українці.
Село має середня школа №16, 34, 44, технічний ліцей сільськогосподарської промисловості, дитячий сад №5, будинок культури, бібліотека, медичний пункт, соборна мечеть, ринок, пам'ятник герой СРСР Сафара Аміршоева і Леніна. Жителі села займаються землеробством, тваринництвом, садівництвом і овочівництвом. З річки Яхсу забезпечуються водою бавовняні поля.

## Місця розташування
Село Дахана розташоване на березі річки Дахана, в 202 км на південний схід від Душанбе, в передгір'ях хребта Хазрата Шах. Адміністративний центр джамоати Дахана міста Куляба знаходиться в Хатлонської області Республіки Таджикистан. Межує з північчю з селами Мірапок, Худжаі Нур, із заходу з селами Дамарік, Сарёзіі Боло, з півдня з селом Джеркала, зі сходу з селами Камар і Пістамазор.

## Транспорт
Дахана розташована в районі РҶ034, звідси 12 км до міжнародного аеропорту Куляб, 20 км до районного центру міста Куляба, 174 км до обласного центру міста Бохтар і 202 км до Душанбе.

## Поділ
Село Дахана складається з верхньої Дахау і нижньої Дахау і включає села Гулрез, Чінор, Дахана і Ёхсучіён. Головою села Дахана є голова джамоати Дахана, який обирається голови міста Куляб терміном на 5 років. В даний час Даханія очолюють голова джамоати Дахана і голови Махалля Дахана, Гулрез, Ёхсучіён і Чінор.

## Назва місця розташування
Дахана походить від перських слів «دهانه» і таджицького слова «Даҳана», що означає «гирло гори». Завдяки своєму географічному положенню в передгір'ях хребта хазрата Шах, село названа так.

## Клімат
Клімат селища Дахана посушливий, з середньою температурою +18° С влітку і -9° С взимку. Завдяки розташуванню в гирлі гори, тут сильніше дме вітер. Взимку річка Дахана замерзає, вододіл кілька звужується, а влітку пересихає. Іноді через проливні дощі в горах річка Дахана розливається.

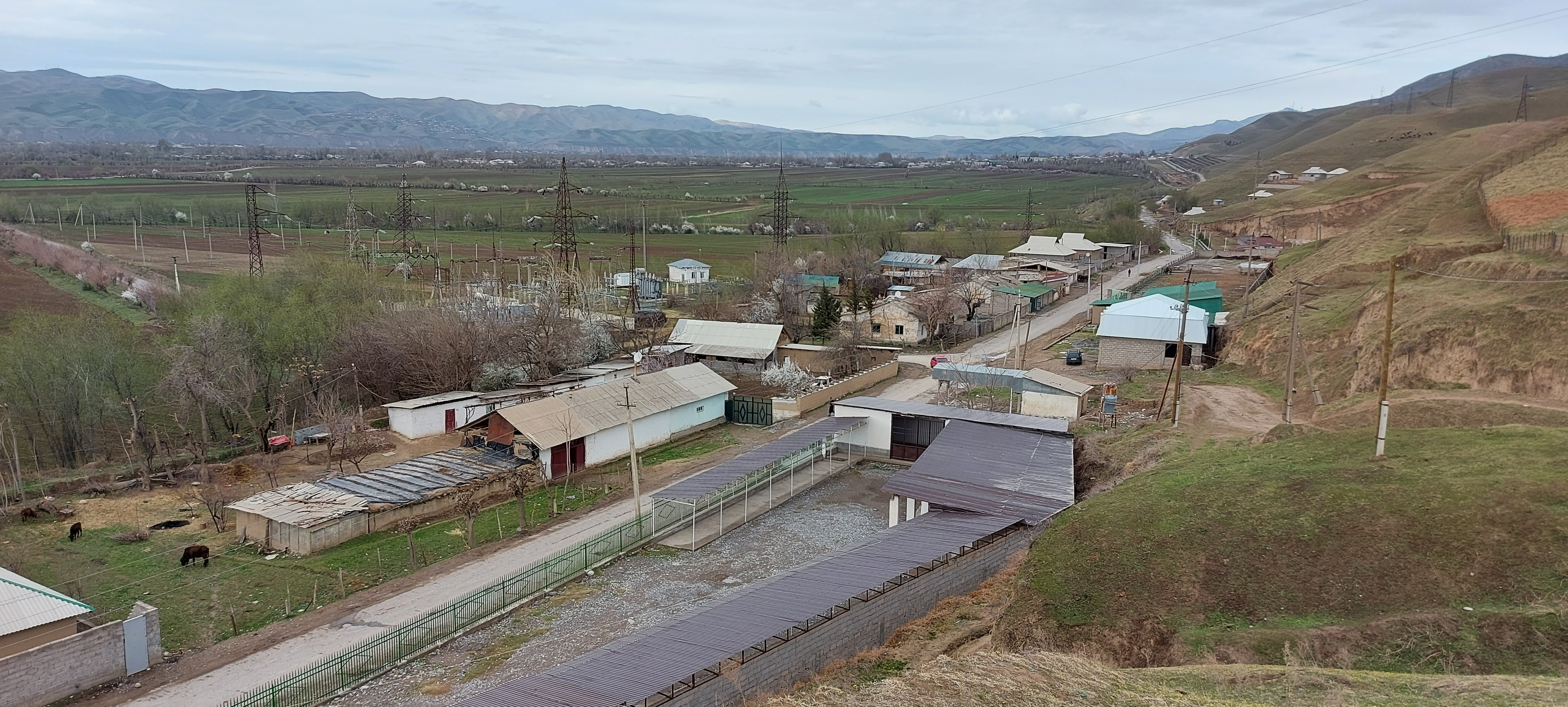
Дахана

## Природа
В горах Дахау ростуть квіти Навруза, степові тюльпани, чорна смородина і кілька видів лікарських рослин. У високогір'ї водяться куріпки, змії і уожи, чисельність яких скоротилася через надмірне полювання. Бавовна, пшениця, помідори, кукурудза, виноград, фініки, шовковиця, а також всі культури і фрукти, вирощувані в Таджикистані, вирощуються на рівнинах. Землі зрошуються річками Дахана і Яхсу. Дахана один з активістів в забезпеченні продовольством аграрного сектора Кулябської району.

## Галерея

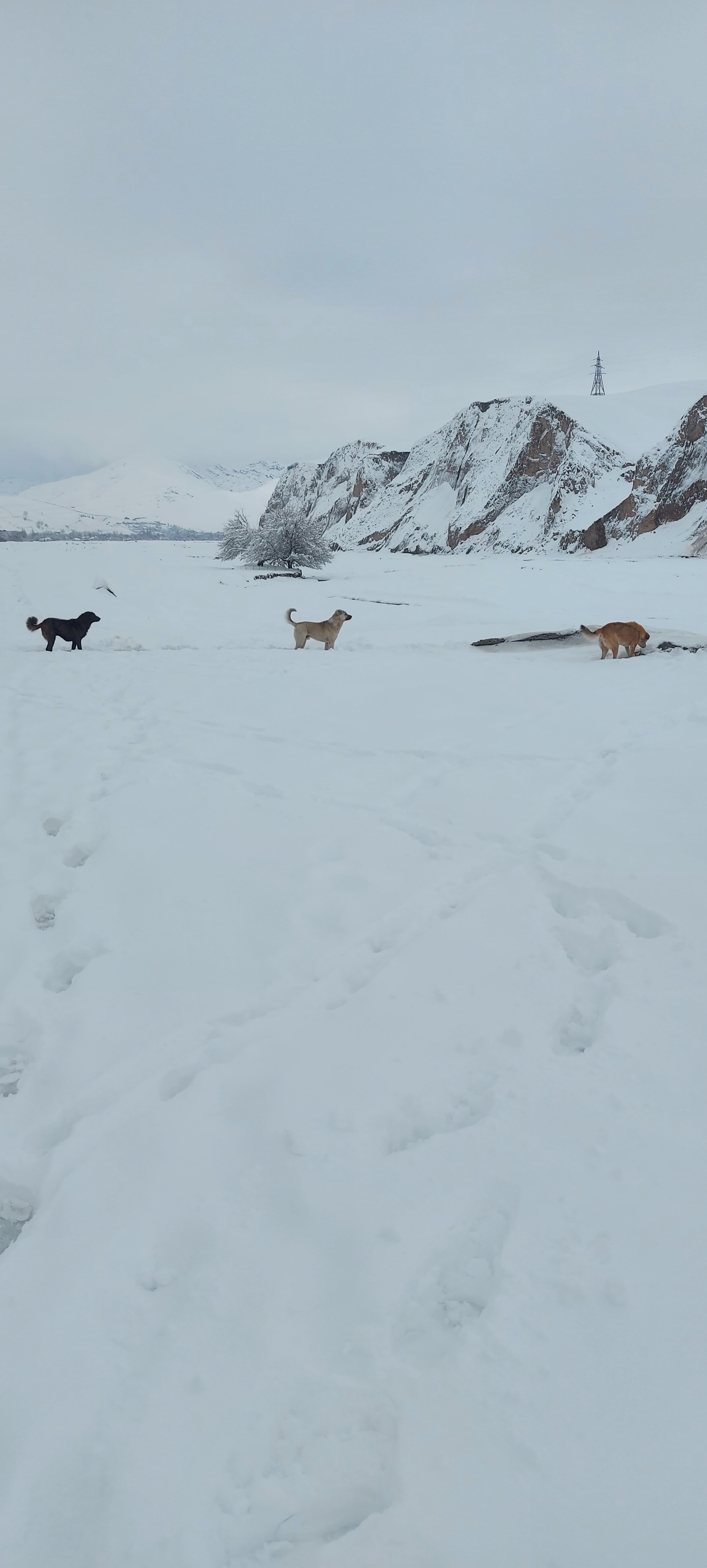

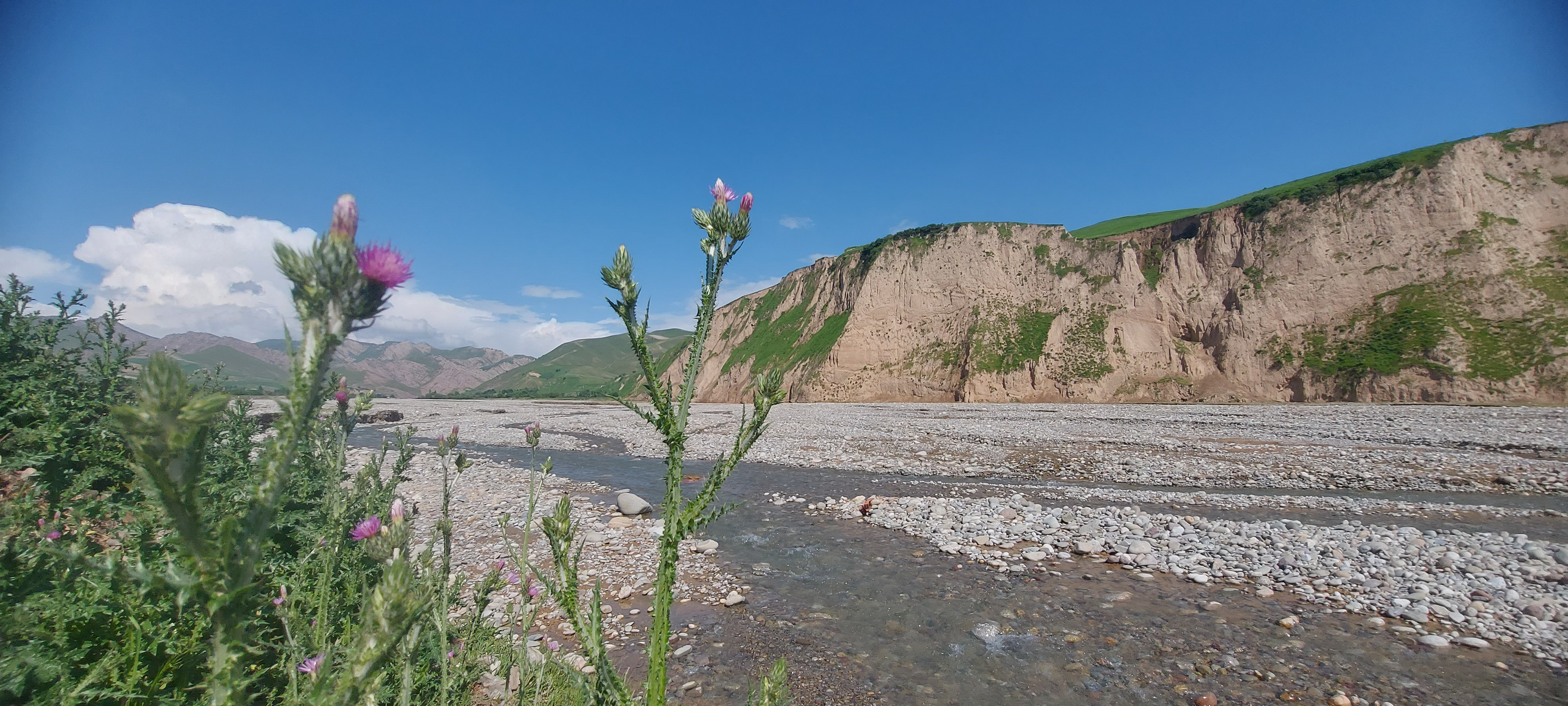

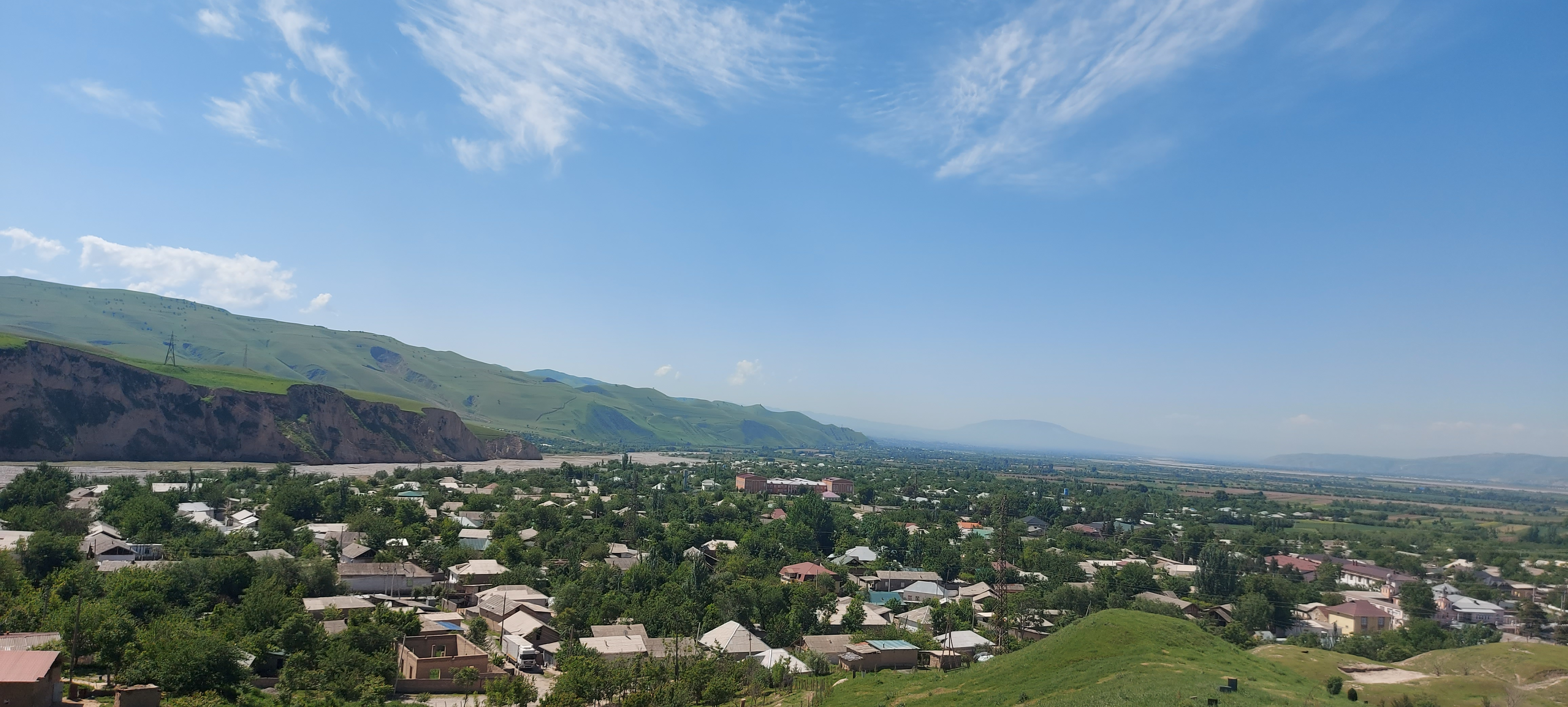

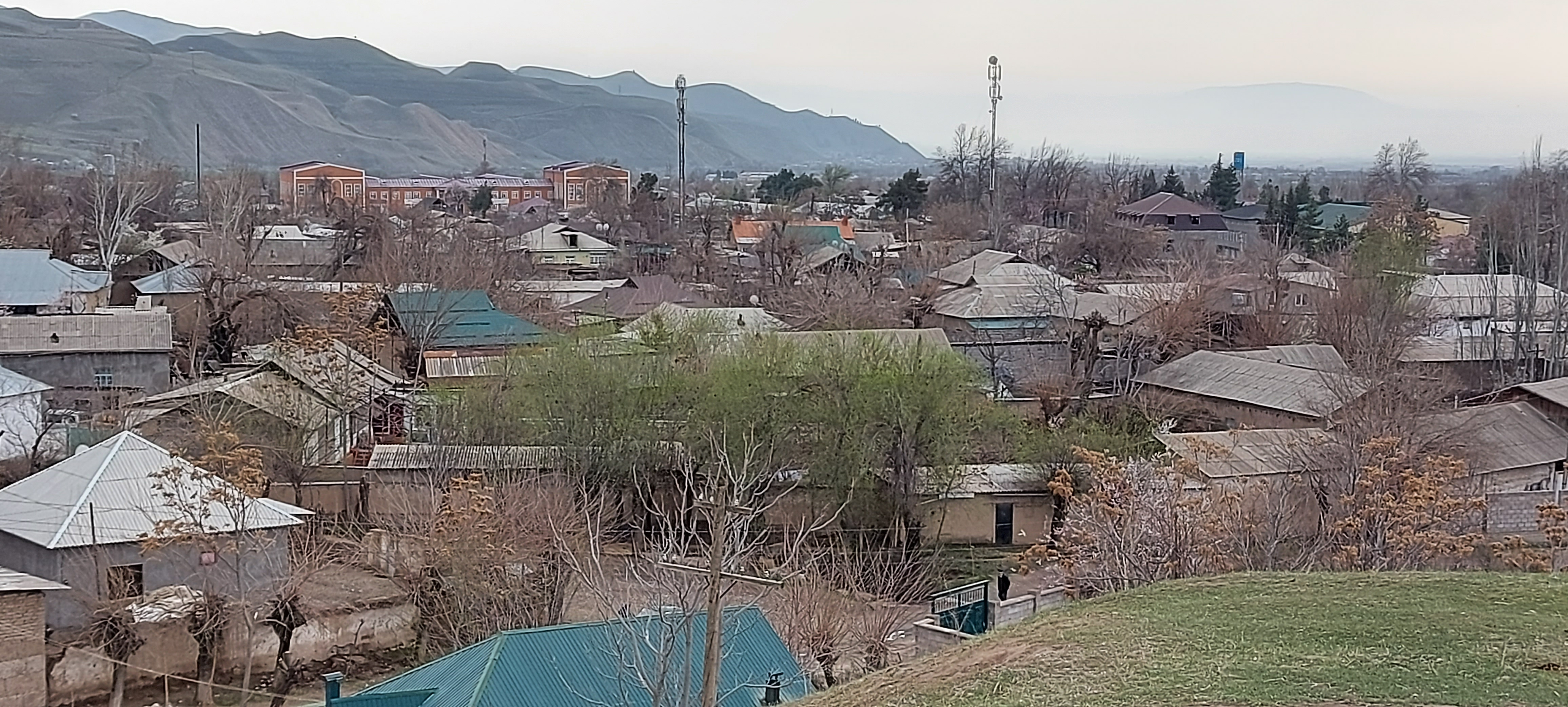

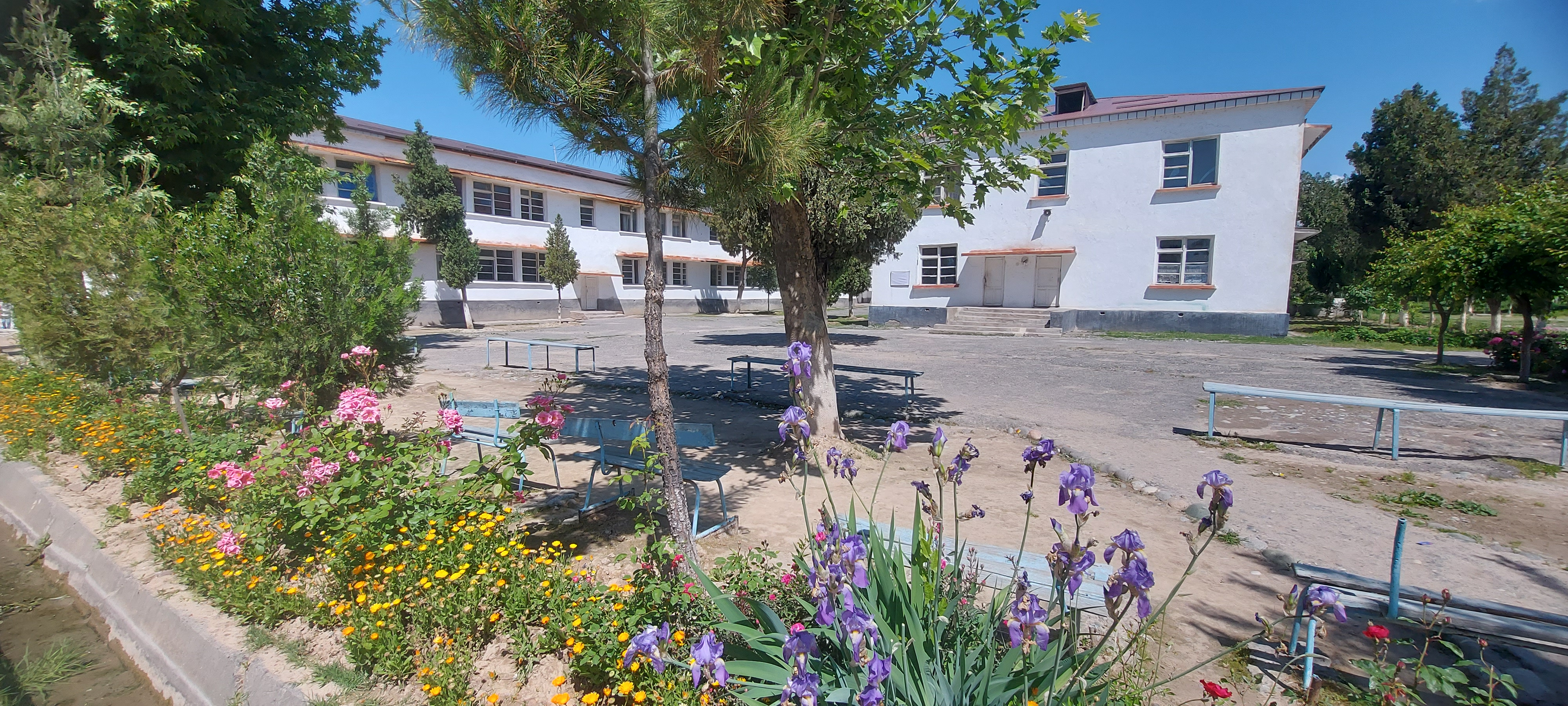

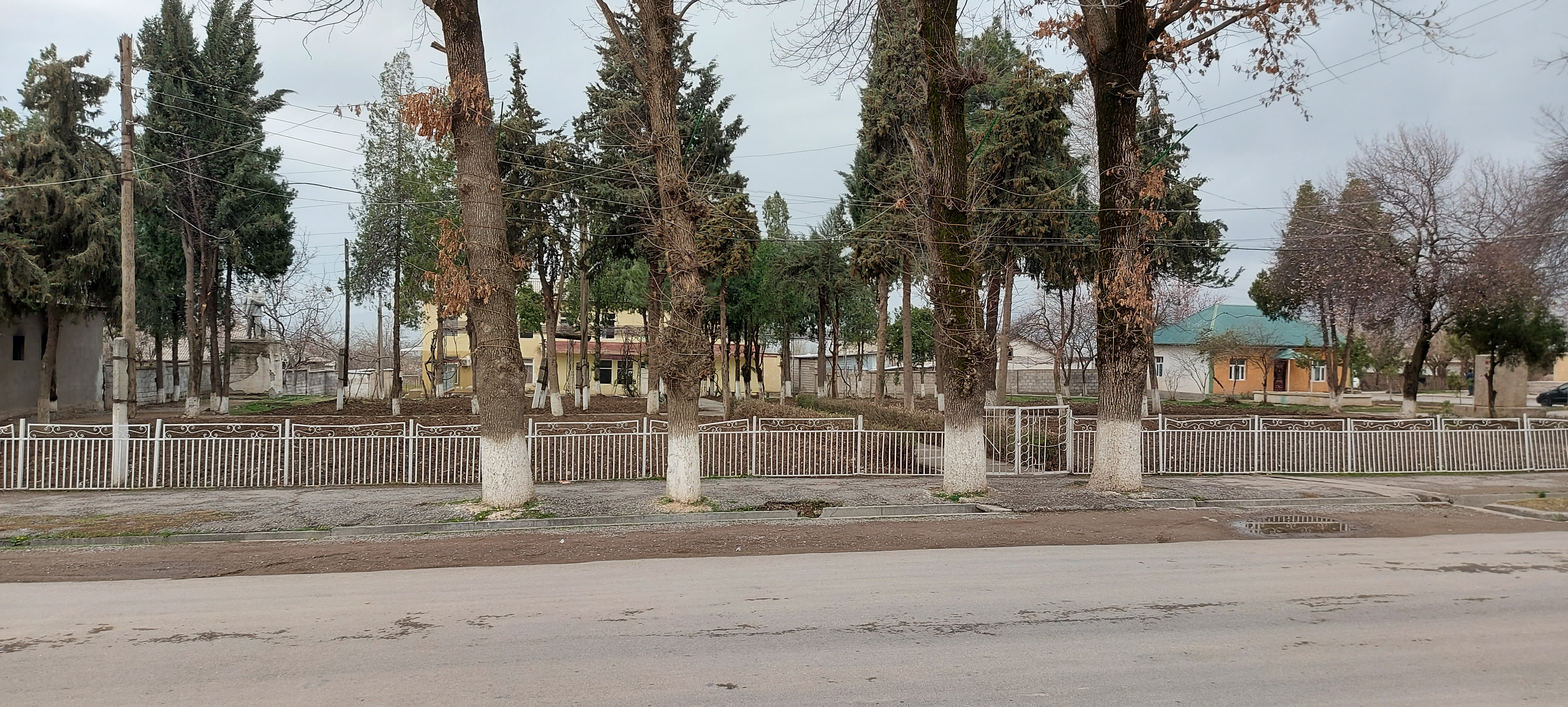

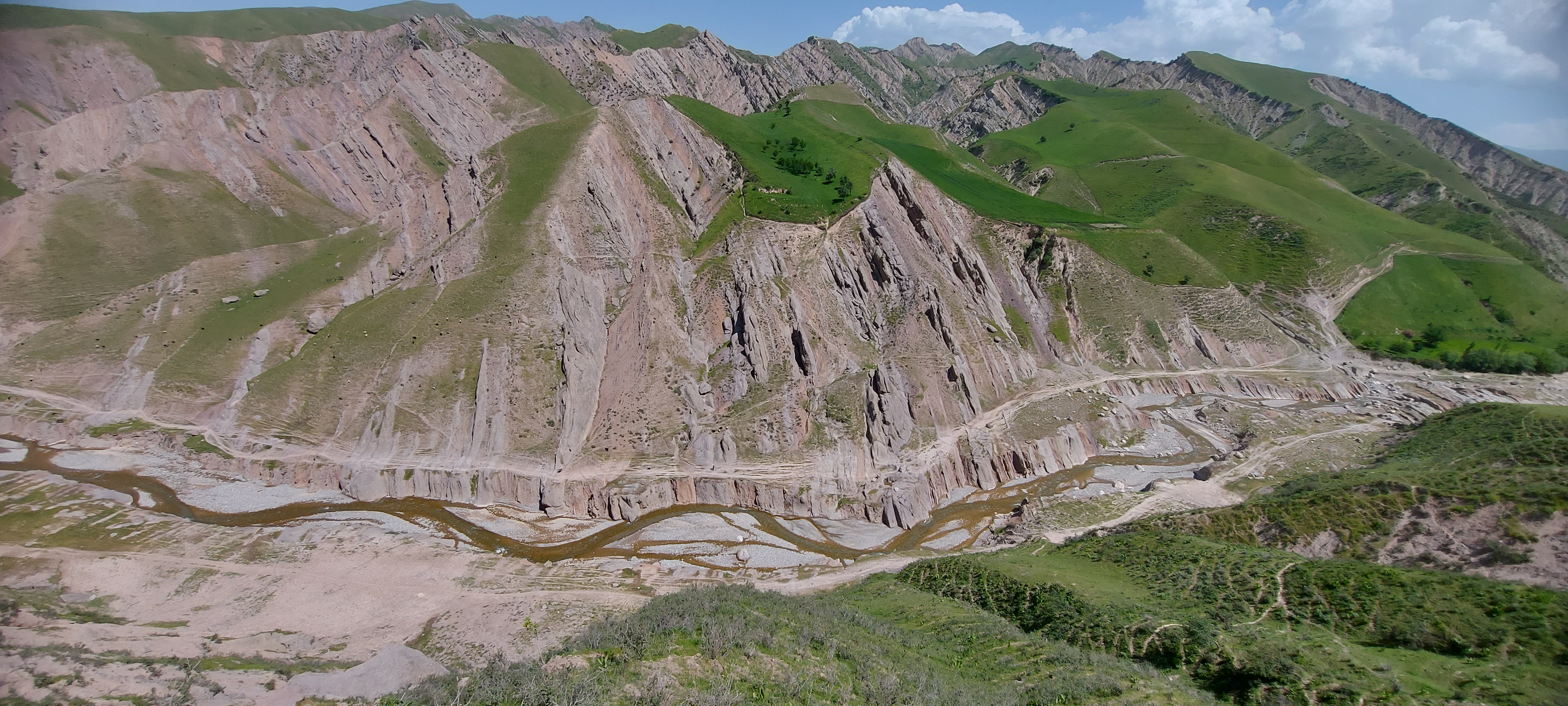